# Sanggapati
Sanggapati is een bestuurslaag in het regentschap Tapanuli Selatan van de provincie Noord-Sumatra, Indonesië. Sanggapati telt 894 inwoners (volkstelling 2010).